# Homobasidiomycetes
Homobasidiomycetes (podstawczaki pojedynczopodstawkowe) – takson utworzony w 1900 r. przez N.T. Patouillarda. Podzielił on podstawczaki na dwie grupy:
- Heterobasidiomycetes – mające przegrodę w podstawce,
- Homobasidiomycetes – bez przegrody w podstawce[1].

Homobasidiomycetes odróżniają się też innymi cechami. Ich zarodniki są małe, i w odróżnieniu od Heterobasidiomycetes nie mają zdolności do samoreplikacji. Sterygmy są regularnie ukształtowane, podczas gdy u Heterobasidiomycetes zazwyczaj są nieregularne.
Podział na te dwie grupy był podstawą różnych klasyfikacji aż do końca XX wieku. Początkowo były to taksony w randze podklasy, ale później, gdy grzyby zostały przeniesione z gromady roślin do niezależnego królestwa stały się taksonami w randze klasy. Homobasidiomycetes to duża grupa grzybów. Należała do niej większość znanych grzybów wielkoowocnikowych. Homobasidiomycetes występowały w większości, jeśli nie we wszystkich głównych klasyfikacjach w XX wieku.

## Homobasidiomycetesobecnie
We współczesnej klasyfikacji grzybów nie istnieją taksony Homobasidiomycetes i Heterobasidiomycetes. W wyniku badań mykologów pod koniec XX wieku okazało się, że Heterobasidiomycetes są polifiletyczne. Obecnie gatunki, które były do nich zaliczane należą do różnych grup grzybów. Homobasidiomycetes są monofiletyczne i z grubsza odpowiadają współczesnej klasie pieczarniaków (Agaricomycetes). W ostatnim ćwierćwieczu XX wieku mikrografia aparatu porów przegrody zaczęła wyjaśniać prawdziwe związki filogenetyczne u podstawczaków. Pojęcia homobasidiomycetes i heterobasidiomycetes nadal są używane, ale już nie jako taksony, lecz określenie nieformalnych grup grzybów o określonych cechach.